# Божоле нуво
Божоле нуво е червено вино, произвеждано от сорта грозде гаме във френския регион Божоле, Бургундия.
Това е младо вино, което се пуска за продажба само шест седмици след края на гроздобера, винаги в третия четвъртък на ноември. По цял свят този ден се е превърнал в очакван празник на божолето, с фразата, която го ознаменува „Le Beaujolais Nouveau est arrivé!“ (на френски: „Новото божоле пристигна!“).

## Производство
Виното се характеризира с розово-виолетов оттенък и силно изразен плодов вкус. Поднася се леко охладено (около 13 °C). Това е леко младо вино, произведено за незабавна консумация без отлежаване, тъй като с годините качеството му не се подобрява. Ежегодно се произвеждат около 45 милиона литра от него, което е близо половината от всичкото произведено бургундско вино. Над 50% от виното се изнася, като най-големите пазари са Германия и Япония, следвани от САЩ.